# La Joya, Tehuipango
La Joya är en ort i Mexiko.   Den ligger i kommunen Tehuipango och delstaten Veracruz, i den sydöstra delen av landet, 240 km öster om huvudstaden Mexico City. La Joya ligger 2 089 meter över havet och antalet invånare är 326.
Terrängen runt La Joya är kuperad åt sydväst, men åt nordost är den bergig. Runt La Joya är det ganska tätbefolkat, med 144 invånare per kvadratkilometer. Närmaste större samhälle är Zongolica, 13,6 km norr om La Joya. I omgivningarna runt La Joya växer i huvudsak städsegrön lövskog.